# عبد الله عبد السلام
عبد الله عبد السلام(مواليد 10 أكتوبر 1983) هو لاعب كرة طائرة مصري يلعب في النادي الأهلي.شارك مع منتخب مصر في الألعاب الأولمبية الصيفية 2008.